# Bandera de Nova Escòcia
La bandera de Nova Escòcia, creada el 1858, està formada per l'escut d'armes, atorgat a la colònia escocesa el 1625 pel rei Carles I d'Anglaterra i d'Escòcia, sobre un sautor blau damunt un camp blanc.
L'ensenya de la moderna província canadenca, és una simple inversió de la figura, el sautor, i el fons de la bandera d'Escòcia (la creu de sant Andreu sobre un camp blau) carregada amb un escussó amb les armes reial d'Escòcia (un escut d'or amb un lleó rampant de gules envoltat d'una doble vora decorada amb flors de lis també de gules).
Malgrat l'ús continu de la bandera per representar la província des de 1858, la bandera no va ser reconeguda pel govern provincial de Nova Escòcia com a bandera oficial provincial al maig de 2013, a través de la Llei de Bandera Provincial (Provincial Flag Act, Bill 82), a partir d'un projecte d'investigació escolar en què es va adonar que ningú havia reconegut la bandera oficialment en 155 anys d'ús.

## Colors
No s'especifiquen els codis de color Pantone per al blanc de la bandera
| Model de color | Blau       | Groc         | Vermell     | Blanc |
| -------------- | ---------- | ------------ | ----------- | ----- |
| Pantone        | 293C       | 122C         | 186C        | Blanc |
| RGB            | 0, 61, 165 | 254, 209, 65 | 200, 16, 46 | Blanc |
| HTML           | 003DA5     | FED141       | C8102E      | Blanc |

Els codis de color RGB i HTML s'han extret de les indicacions dels codis de color Pantone.

## Banderes similars

Escòcia, (Gran Bretanya)
Illa de Tenerife, (Illes Canàries, Espanya)
Scottish Australian Heritage Council, (Austràlia)
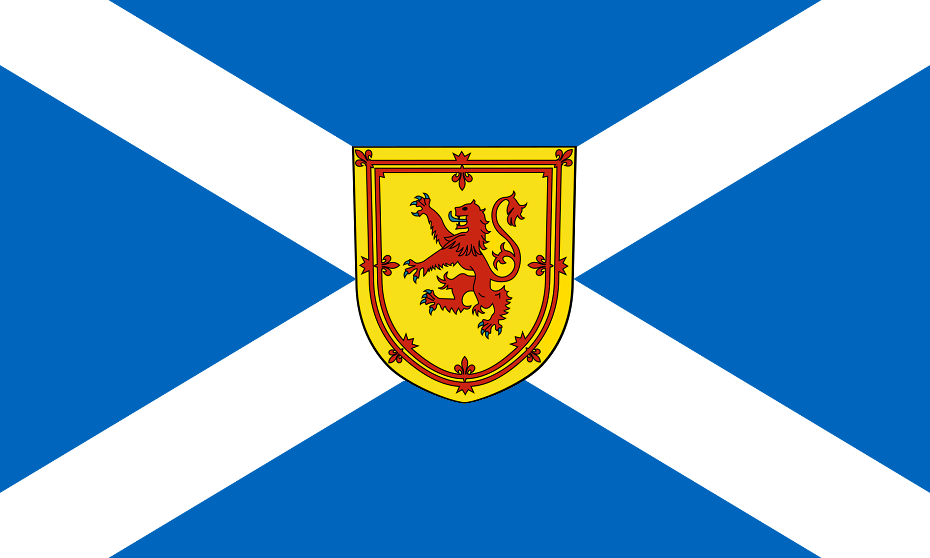
Disseny no oficial utilitzat pels seguidors del Tartan Army.
Sint-Oedenrode, (Països Baixos)